# Framkallningsvätska

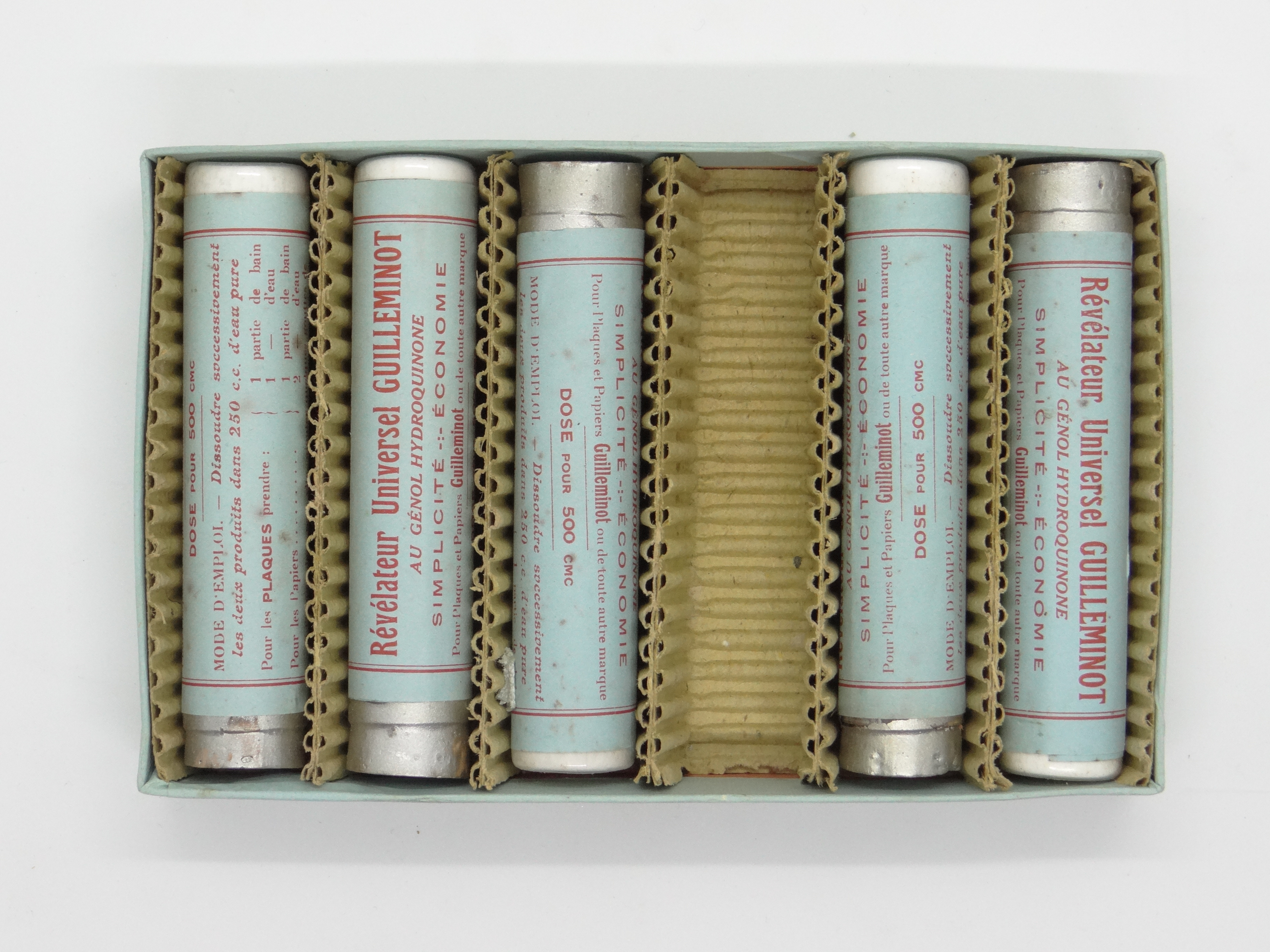
Framkallningsvätska bestående av hydroquinone.

Framkallningsvätska, eller framkallare kallas den vätska som används vid framkallning för att göra synlig den latenta bild som exponerats på ett ljuskänsligt material, oftast film eller fotopapper.

## Framkallning
En filmframkallare är en kemikalie som gör den latenta bilden på film eller papper synlig. Den gör detta genom att reducera de silverhalider som har exponerats för ljus till metalliskt silver i gelatinskiktet. Generellt sett, ju längre en framkallare tillåts verka, desto högre blir reduktionsgraden för silverhalidföreningarna till silver och den negativa bilden blir mörkare.
En framkallare kan genom val av kemikalier och arbetssätt ges olika egenskaper, det finns således finkornsframkallare, framkallare som verkar snabbt, framkallare som verkar utjämnande och till exempel litografisk framkallare som ger en bild med enbart svart eller vitt.
Genom omvändningsframkallning av exponerad film får man en positiv bild (diabild).

## Framkallningsvätskans beståndsdelar
Beståndsdelarna i en framkallare för svartvit negativ film är:

### Framkallningsämne
Det vanligaste är hydrokinon men även metol används. Framkallningsämnet omvandlar silverjoner från silverhalidkristaller till metalliskt silver.  

### Konserveringsämne
Ofta används natriumsulfit.

### Aktiverande ämne
Framkallningseffektiviteten styrs av någon eller några alkalier. Vanliga är borax och natriumhydroxid. 

### Bromsande medel
Man använder ofta kaliumbromid eller natriumbromid för att bromsa tendensen hos framkallningsämnet att reagera på oexponerade silverhalidkristaller. 

### Lösningsmedel
Lösningsmedlet är vatten.

## Vanliga framkallare för svartvitt

### Filmframkallare
- D-76, ID-11 samma recept Kodak och Ilford.
- Microdol X finkornsframkallare Kodak.
- Rodinal framkallare från Agfa.
- Xtol

### Pappersframkallare
- D 72 den vanligaste framkallaren för papper Kodak. Det är en vattenlösning av metol, hydrokinon, natriumsulfit och kaliumbromid.
- Dektol En framkallare för Kodatone en positiv svartvit film från kodak. Hängdes denna film senare i flaska med ammoniak på botten fick man blåkopior.

## Framkallning av färgfilm
För framkallning av färgfilm används speciella processer, den vanligaste är C-41.